# Manalapan
Manalapan é uma vila localizada no estado americano da Flórida, no condado de Palm Beach. Foi incorporada em 1931.

## Geografia
De acordo com o United States Census Bureau, a vila tem uma área de 27,2 km², onde 1,2 km² estão cobertos por terra e 26 km² por água.

### Localidades na vizinhança
O diagrama seguinte representa as localidades num raio de 8 km ao redor de Manalapan.

## Demografia
Segundo o censo nacional de 2010, a sua população é de 406 habitantes e sua densidade populacional é de 348,35 hab/km². Possui 339 residências, que resulta em uma densidade de 290,86 residências/km².